# 馬爾哈河 (維柳伊河支流)
馬爾哈河是俄羅斯的河流，位於薩哈共和國內，屬於維柳伊河的支流，河道全長約1,181公里，流域面積99,000平方公里。
馬爾哈河在每年9月下旬至10月上旬開始結冰，直至翌年5月下旬至6月上旬。